# GNV Allegra
Die GNV Allegra ist ein 1987 auf der Wärtsilä-Marine-Perno-Werft (heute Meyer Turku) für die norwegische Reederei Jahre Line gebautes Fährschiff. Bis zum Jahr 2007 fuhr sie unter dem Namen Kronprins Harald für die Jahre-Line-Nachfolgegesellschaft Color Line, bevor sie von der Color Magic abgelöst wurde. Anschließend fuhr sie bis 2019 als Oscar Wilde für Irish Ferries.

## Geschichte

### Kronprins Harald(1987–2007)

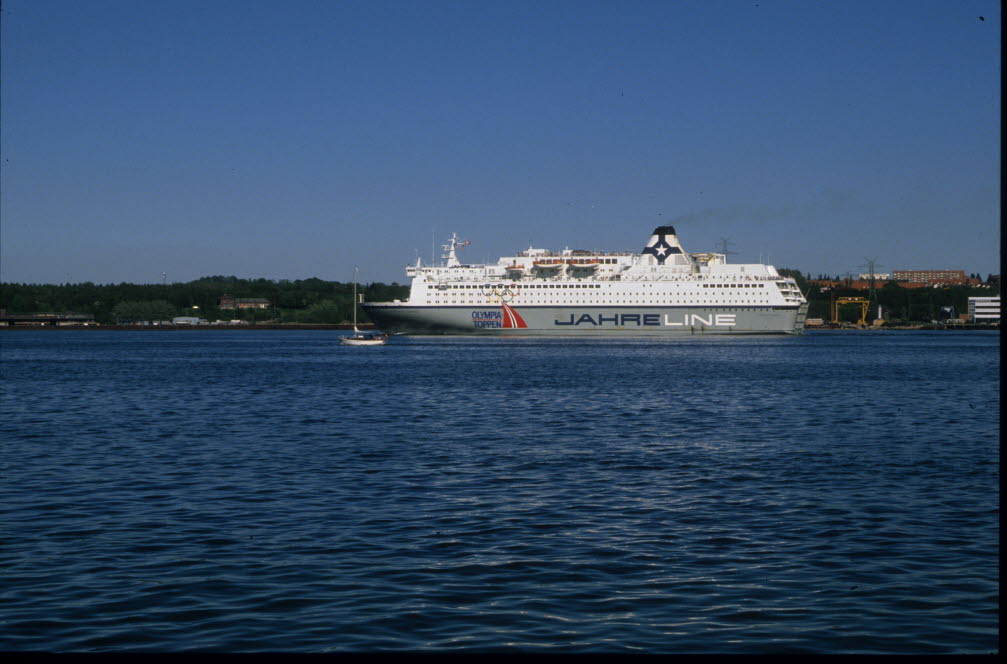
Das Schiff als Kronprins Harald

Die Kronprins Harald wurde bei Wärtsilä in Turku gebaut. Der Stapellauf erfolgte am 31. August 1986. Am 23. März 1987 wurde das Schiff an die Jahre Line angeliefert und kam unter norwegischer Flagge mit Heimathafen Sandefjord in Fahrt. Am selben Tag wurde das Schiff in Oslo getauft. Am 26. März 1987 wurde sie auf der Route Kiel – Oslo in Dienst gestellt. Damit war sie Nachfolgerin der Kronprins Harald von 1976. Bis 2004 bediente sie die Route gemeinsam mit der Prinsesse Ragnhild, bevor diese am 10. Dezember 2004 von der Color Fantasy abgelöst wurde.
Im Oktober 1990 schlossen sich Jahre Line und Norway Line zur Color Line zusammen, wodurch auch die Kronprins Harald zur Color Line kam. Gleichzeitig wurde der Heimathafen von Sandefjord auf Oslo geändert.
Nur eine Woche nach einem Brand auf der Prinsesse Ragnhild lief die Kronprins Harald am 15. Juli 1999 mit circa 1400 Menschen an Bord auf der Fahrt von Oslo nach Kiel im Oslofjord auf Grund. Da es sich nur um eine leichte Grundberührung handelte, konnte sich die Fähre selbst befreien und den norwegischen Hafen Moss anlaufen, wo alle Passagiere unversehrt an Land gebracht wurden. Das Schiff wurde zur Überprüfung nach Emden gebracht und auf der Werft Nordseewerke repariert. Nach dem Unfall beider Schiffe war der Fährverkehr zwischen Kiel und Oslo erstmals seit 1961 unterbrochen. Am 20. Juli 1999 nahm die Kronprins Harald wieder ihren Betrieb auf.
Im Januar 2007 wurde das Schiff für 43,6 Millionen Euro an die Irish Continental Group verkauft. Im Februar wurde es an den neuen Eigentümer übertragen, befuhr aber zunächst noch in Charter der Color Line die Route Kiel–Oslo. Mit der Abfahrt am 31. August 2007 vom Kieler Norwegen-Kai befuhr die Kronprins Harald die Strecke zum letzten Mal. Im September 2007 wurde sie dort vom Neubau Color Magic abgelöst.

### Oscar Wilde(2007–2019)
Am 10. September 2007 wurde das Schiff an die Irish Continental Line Ltd. übergeben, in Oscar Wilde umbenannt und kam unter der Flagge der Bahamas mit Heimathafen Nassau in Fahrt. Ab dem 30. November 2007 verkehrte das Schiff für die Irish Ferries auf den Routen Rosslare – Roscoff und Rosslare – Cherbourg zwischen Irland und Frankreich. Anfang 2012 und 2013 verkehrte das Schiff vorübergehend zwischen Rosslare und Pembroke Dock. Im November 2013 wechselte das Schiff auf die Route Dublin – Holyhead; 2014 bis 2019 verkehrte die Oscar Wilde auf den Routen Rosslare – Roscoff und Rosslare – Cherbourg. Im April 2019 gab Irish Continental Group den Verkauf des Schiffes an Mediterranean Shipping Company mit Übergabe im selben Monat bekannt. Ab Ende April 2019 fuhr sie unter der Flagge Zyperns.

### GNV Allegra(seit 2019)
Im Mai 2019 wurde das Schiff in GNV Allegra umbenannt und kam unter der Flagge Italiens in Fahrt. Sie fährt für  Grandi Navi Veloci auf der Route Genua – Porto Torres.
Im Spätsommer 2020 gehörte die GNV Allegra zu einer Gruppe von fünf großen Schiffen, die vom italienischen Staat angemietet wurden, um diverse Gruppen von irregulären Migranten aufzunehmen, die zuvor auf der Insel Lampedusa gelandet waren und solche, die von privaten Seenotrettern nach Italien gebracht wurden.
Die ehemalige Kronprins Harald ist das einzige noch existierende Schiff der Jahre Line. 